# Pommiers-Moulons
Pommiers-Moulons är en kommun i departementet Charente-Maritime i regionen Nouvelle-Aquitaine i västra Frankrike. Kommunen ligger  i kantonen Montendre som ligger i arrondissementet Jonzac. År 2022 hade Pommiers-Moulons 212 invånare.

## Befolkningsutveckling
Antalet invånare i kommunen Pommiers-Moulons
Referens:INSEE